# Vera Popkova
Vera Ivanovna Kabrenjuk, coniugata Popkova (in russo Вера Ивановна Кабренюк-Попкова?; Čeljabinsk, 2 aprile 1943 – Leopoli, 29 settembre 2011), è stata una velocista sovietica.
In carriera vinse complessivamente sette medaglie ai campionati sovietici nei 100, 200 e 400 metri piani. A livello internazionale ottenne risultati in particolare con la squadra di staffetta 4x100 m. Nelle settimane precedenti le Olimpiadi di Città del Messico del 1968 la squadra fece segnare per due volte il nuovo record del mondo di tale specialità, e durante i Giochi olimpici conquistò la medaglia di bronzo.

## Carriera
Vera Popkova (cognome da nubile Kabrenjuk) nacque il 2 aprile 1943 a Čeljabinsk, nella regione degli Urali, da una famiglia di origine ucraina che si era lì rifugiata durante la Seconda guerra mondiale. Si distinse per la prima volta a livello internazionale nel 1961, ottenendo la medaglia di bronzo nel 200 metri piani ai Giochi mondiali universitari di Sofia, in Bulgaria.
All'Universiade del 1963 vinse la medaglia d'argento nei 100 metri pianti e l'oro nella staffetta 4x100. Grazie a tali risultati venne selezionata per fare parte della squadra sovietica ai Giochi olimpici del 1964, a cui però non prese parte per la nascita di suo figlio.
Dopo la laurea all'Istituto pedagogico di Čeljabinsk nel 1965 si concentrò sulla carriera sportiva. Nello stesso anno vinse la medaglia d'oro nel 200 metri piani ai Campionati sovietici di atletica, la medaglia di bronzo nel 200 metri e quella d'argento nella staffetta 4x100 alle finali della Coppa Europa di atletica leggera e la medaglia d'oro sempre nella staffetta 4x100 alle Universiadi.
L'anno successivo vinse la medaglia d'oro sia nel 100 che nei 200 metri piani ai Campionati sovietici di atletica e due bronzi ai Campionati europei di Budapest, nei 200 metri e nella staffetta 4x100. Nel 1967, oltre a due titoli e una medaglia d'argento alle Spartachiadi (rispettivamente nel 100 metri piani, nella staffetta 4x100 e nei 200 metri piani), ottenne la medaglia d'oro ai Giochi europei indoor nella staffetta 4x150 metri e nella staffetta svedese, e la medaglia di bronzo individuale nei 200 metri e la medaglia d'oro nella staffetta 4x100 alla finale della Coppa Europa di atletica leggera.
Nel 1968 iniziò la stagione confermando l'oro dell'anno precedente nella staffetta svedese ai Giochi europei di Madrid. Ai Campionati sovietici di atletica, tenutisi in agosto a Leninakan (l'odierna Gyumri), in Armenia, ottenne la medaglia di bronzo nei 100 metri e quella d'argento nel 200 metri, e la staffetta 4x100 corsa insieme a Lilia Tkachenko, Galina Bukharina e Lyudmila Samotyosova vinse la propria gara con il tempo di 43"90, stabilendo il nuovo record del mondo della specialità. Un mese più tardi a Città del Messico, durante le gare di preparazione di Giochi olimpici, la staffetta sovietica, con Ljudmila Maslakova al posto di Lilia Tkachenko, abbassò nuovamente il record del mondo correndo in 43"60. In ottobre, alle Olimpiadi di Città del Messico, la staffetta sovietica si classificò terza, alle spalle di Cuba e degli Stati Uniti, che stabilirono il nuovo record del mondo con 42"80. Ai Giochi olimpici Popkova corse anche la gara dei 200 metri, venendo eliminata in semifinale.
Nel 1969, oltre ad un bronzo dei 200 metri ai campionati sovietici, partecipò ai Giochi europei indoor, dove vinse la medaglia d'oro nella staffetta svedese e la medaglia d'argento nella staffetta sulla distanza 4x195 metri.
Negli ultimi anni di carriera si concentrò sulla distanza dei 400 metri: in tale specialità nel 1970 vinse l'oro ai campionati sovietici e il bronzo alle finali della Coppa Europa, oltre alla medaglia d'oro con la staffetta 4x200 ai Campionati europei di atletica leggera indoor. Nel 1971 ai Campionati europei indoor vinse la medaglia d'oro sia nei 400 metri individuali sia nella staffetta 4x400. Conquistò inoltre la medaglia di bronzo nella 4x400 ai Campionati europei di atletica leggera di Helsinki.
Benché fosse stata selezionata per i Giochi olimpici del 1972, non vi prese parte a causa di un infortunio, e si ritirò dalla gare nel 1973. Dopo il ritiro dalle competizioni si trasferì in Ucraina, dove lavorò al Institute of Radio Engineering di Leopoli. E' morta il 29 settembre 2011 dopo una lunga malattia.

## Palmarès
| Anno | Manifestazione                   | Sede              | Evento            | Risultato | Prestazione | Note |
| ---- | -------------------------------- | ----------------- | ----------------- | --------- | ----------- | ---- |
| 1961 | Giochi mondiali universitari     | Sofia             | 200 m piani       | Bronzo    | 24"70       |      |
| 1963 | Giochi mondiali universitari     | Porto Alegre      | 100 m piani       | Argento   | 12"02       |      |
| 1963 | Giochi mondiali universitari     | Porto Alegre      | 4×100 m           | Oro       | 46"50       |      |
| 1965 | Coppa Europa di atletica leggera | Kassel            | 200 m piani       | Bronzo    | 24"10       |      |
| 1965 | Coppa Europa di atletica leggera | Kassel            | 4x100             | Argento   | 45"20       |      |
| 1965 | Giochi mondiali universitari     | Budapest          | 4x100             | Oro       | 45"50       |      |
| 1966 | Campionati europei               | Budapest          | 200 m piani       | Bronzo    | 23"07       |      |
| 1966 | Campionati europei               | Budapest          | 4×100 m           | Bronzo    | 44"60       |      |
| 1967 | Coppa Europa di atletica leggera | Kiev              | 200 m piani       | Bronzo    | 23"40       |      |
| 1967 | Coppa Europa di atletica leggera | Kiev              | 4x100             | Oro       | 45"00       |      |
| 1967 | Giochi europei indoor            | Praga             | 4x150             | Oro       | 1'12"40     |      |
| 1967 | Giochi europei indoor            | Praga             | staffetta svedese | Argento   | 3'35"60     |      |
| 1968 | Giochi olimpici                  | Città del Messico | 4x100 m           | Bronzo    | 43"41       |      |
| 1969 | Giochi europei indoor            | Belgrado          | 4x195             | Argento   | 1'34"60     |      |
| 1969 | Giochi europei indoor            | Belgrado          | staffetta svedese | Oro       | 4'53"40     |      |
| 1970 | Coppa europa di atletica leggera | Budapest          | 400 m piani       | Bronzo    | 54"00       |      |
| 1970 | Campionati europei indoor        | Vienna            | 4×200 m           | Oro       | 1'35"70     |      |
| 1971 | Campionati europei indoor        | Sofia             | 400 m piani       | Oro       | 53"70       |      |
| 1971 | Campionati europei indoor        | Sofia             | 4×400 m           | Oro       | 3'36"60     |      |
| 1971 | Campionati europei               | Helsinki          | 4×200 m           | Bronzo    | 3'34"10     |      |

## Altre competizioni internazionali
1965
- Coppa Europa di atletica leggera ( Kassel)

1967
- Coppa Europa di atletica leggera ( Kiev)